# Sarnadas de Ródão

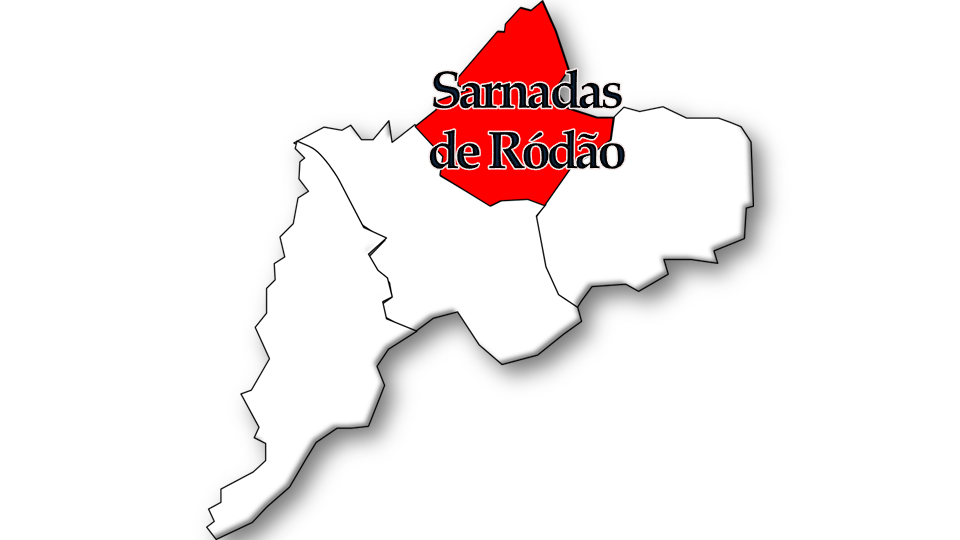
Localização da freguesia no Município de Vila Velha de Ródão

Sarnadas de Ródão é uma povoação portuguesa sede da Freguesia de Sarnadas de Ródão do Município de Vila Velha de Ródão, freguesia com 59,68 km² de área e 592 habitantes (censo de 2021), tendo, por isso, uma densidade populacional de 9,9 hab./km².
Sarnadas de Ródão situa-se próxima da margem direita da ribeira de Retaxo e a cerca de 4 km do Rio Ocreza, distando 14 km da sede do município, Vila Velha de Ródão e 13 km da cidade de Castelo Branco.

## Demografia
A população registada nos censos foi:
| Distribuição da População por Grupos Etários | Distribuição da População por Grupos Etários | Distribuição da População por Grupos Etários | Distribuição da População por Grupos Etários | Distribuição da População por Grupos Etários |
| -------------------------------------------- | -------------------------------------------- | -------------------------------------------- | -------------------------------------------- | -------------------------------------------- |
| Ano                                          | 0-14 Anos                                    | 15-24 Anos                                   | 25-64 Anos                                   | > 65 Anos                                    |
| 2001                                         | 52                                           | 51                                           | 251                                          | 339                                          |
| 2011                                         | 50                                           | 34                                           | 226                                          | 327                                          |
| 2021                                         | 54                                           | 41                                           | 213                                          | 284                                          |

## Localidades
Além da sede, a Freguesia de Sarnadas de Ródão engloba as seguintes localidades:
- Amarelos
- Atalaia
- Carapetosa
- Cebolais de Baixo
- Rodeios
- Vale do Homem

## Principais vias de comunicação
- Caminhos de Ferro (dispõe de uma estação ferroviária da linha da Beira Baixa)
- Autoestrada A23
- IP2
- EN18

## Actividades económicas
Agricultura, olivicultura, silvicultura,  comércio e desporto.

## Festas e romarias
- Festas em honra do Santo Padroeiro, Mártir São Sebastião, que se realizam no primeiro fim de semana de Setembro (Sexta feira a segunda feira)
- Romaria da Nossa Senhora da Paz - Rodeios / Vale do Homem (último domingo de Julho)
- Nossa Senhora do Carmo - Cebolais de Baixo (16 de Julho - quando coincidir com Sábado, Domingo ou fim-de-semana seguinte)

## Património cultural e edificado
Dotada de diverso património, Sarnadas de Ródão conta com:
- Igreja matriz
- Capela do Divino Espírito Santo
- Capela de Nossa Senhora da Paz
- Capela de Nossa Senhora do Carmo
- Casa senhorial com capela em honra de Nossa Senhora e Santa Ana

## Outros locais de interesse turístico
- Núcleo museológico do Azeite
- Praia fluvial da Azenha dos Gaviões
- Forno comunitário em Amarelos
- Lagar de azeite em Cebolais de Baixo
- Fonte com roda de ferro em Cebolais de Baixo
- Lagar de azeite em Carapetosa
- Fonte com roda de ferro em Amarelos
- Fonte com roda de ferro em Carapetosa
- Antas ou Dólmens nas proximidades de Atalaia (sem localização exacta)
- Túmulos antigos escavados em rocha em Atalaia
- Fonte da Rua Nova – Iniciais gravadas do par romântico Maria Bela e José Pina protagonistas de uma história dramática de amor
- Fonte Boa
- Adega 23

## Gastronomia
- Sopas de carne fresca
- Cabrito assado
- Enchidos
- Tigelada
- Arroz-doce

## Artesanato
Cadeiras de palha, rendas e bordados.

## Colectividades
- Associação Desportiva e de Acção Cultural Sarnadense (ADACS)
- Associação Desportiva Recreativa e Cultural de Cebolais de Baixo
- Juventude Católica das Sarnadas
- Associação Desportiva e Cultural de Amarelos
- Associação de Caçadores de Sarnadas de Ródão
- As Nossas Gentes - Associação Rancho Folclórico de Sarnadas de Ródão